# Cliffortia pulchella
Cliffortia pulchella är en rosväxtart som beskrevs av Carl von Linné d.y.. Cliffortia pulchella ingår i släktet Cliffortia och familjen rosväxter. Utöver nominatformen finns också underarten C. p. mucronulata.